# Cuisine lombarde

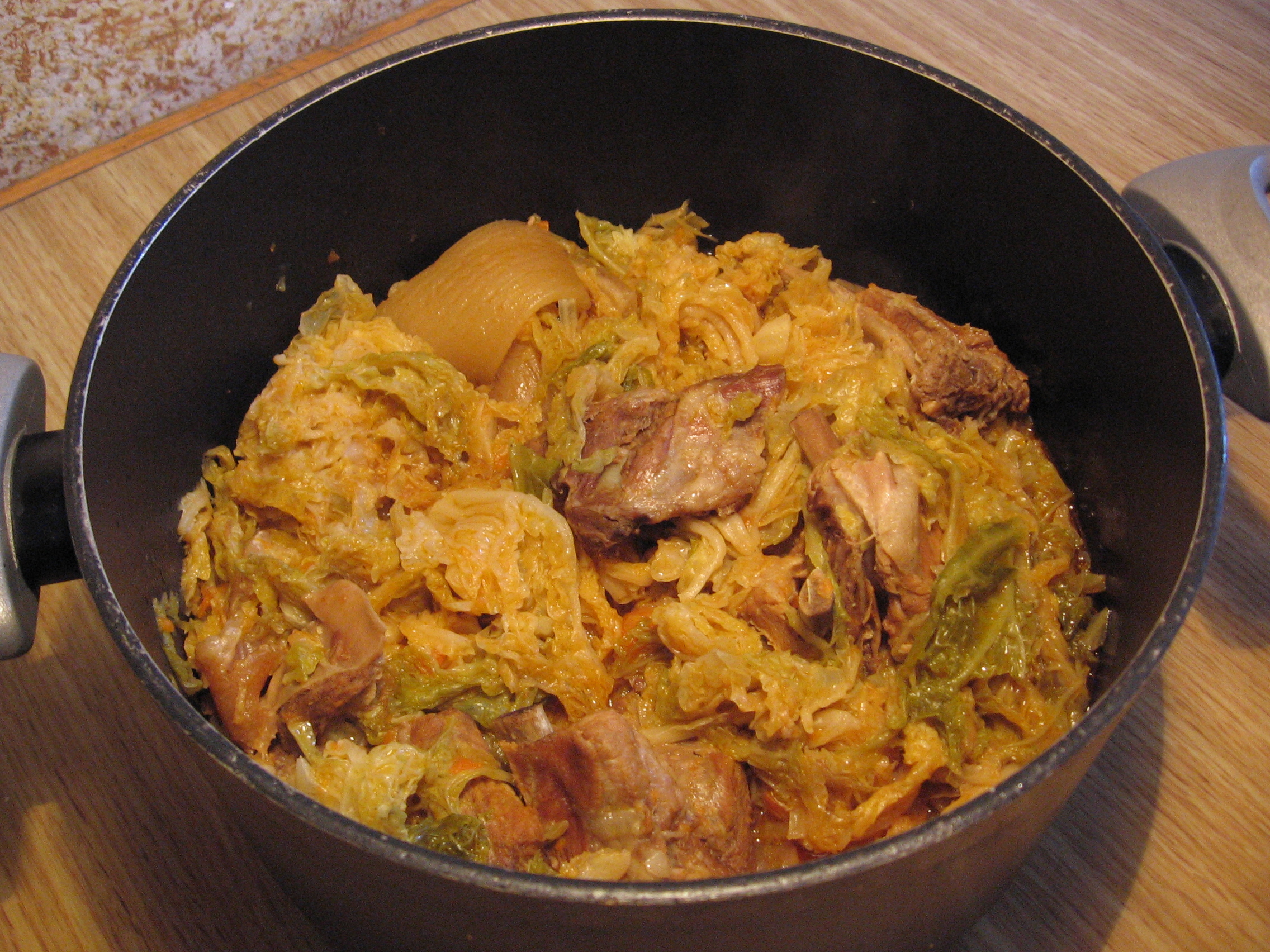
Pot de cassoeula. C'est un plat typique de tradition populaire, et plat principal de nombreuses sagre en Lombardie.

En raison des différents événements historiques dans ses provinces et de la variété de son territoire, la cuisine lombarde a une tradition culinaire très variée : pour les entrées, la cuisine lombarde va des risottos aux soupes et aux pâtes farcies, en bouillon ou non, pour un choix varié de seconds plats, les plats de viande s'ajoutent aux plats de poisson issus de la tradition des nombreux lacs et rivières de Lombardie.
D'une manière générale, la cuisine des différentes provinces de Lombardie a en commun les caractéristiques suivantes : la prédominance du riz et des pâtes farcies sur les pâtes sèches, l'utilisation du beurre au lieu de l'huile d'olive pour la cuisson, les plats à cuisson longue, ainsi que l'utilisation répandue de la viande de porc, du lait et de ses dérivés, et des préparations à base d'œufs ; à quoi s'ajoute la consommation de polenta, qui est toutefois courante dans tout le nord de l'Italie.

## Caractéristiques

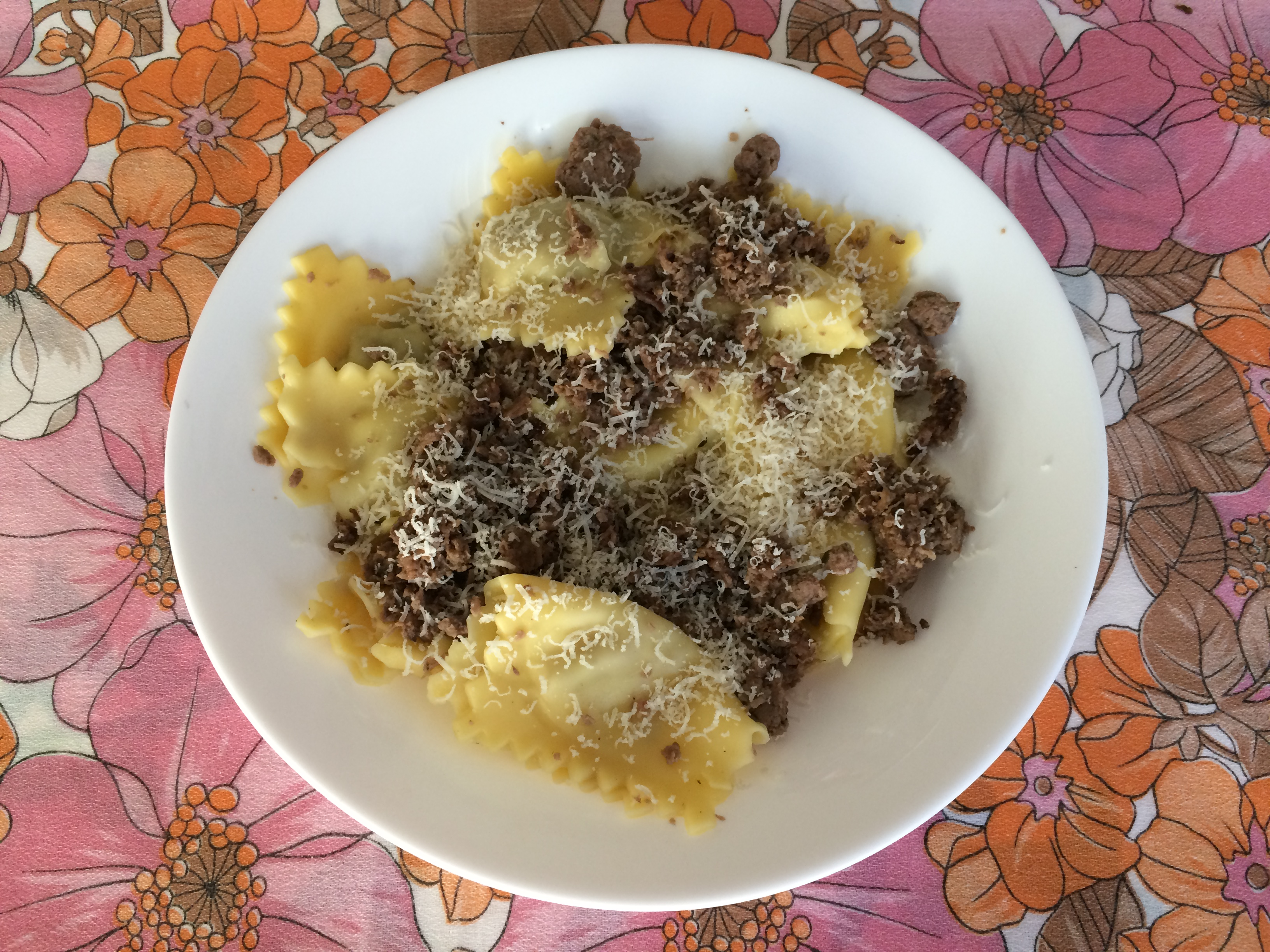
Plat d'agnolotti.